# Puliciphora lunaris
Puliciphora lunaris är en tvåvingeart som beskrevs av Borgmeier 1960. Puliciphora lunaris ingår i släktet Puliciphora och familjen puckelflugor. Inga underarter finns listade i Catalogue of Life.